# 프라나콘

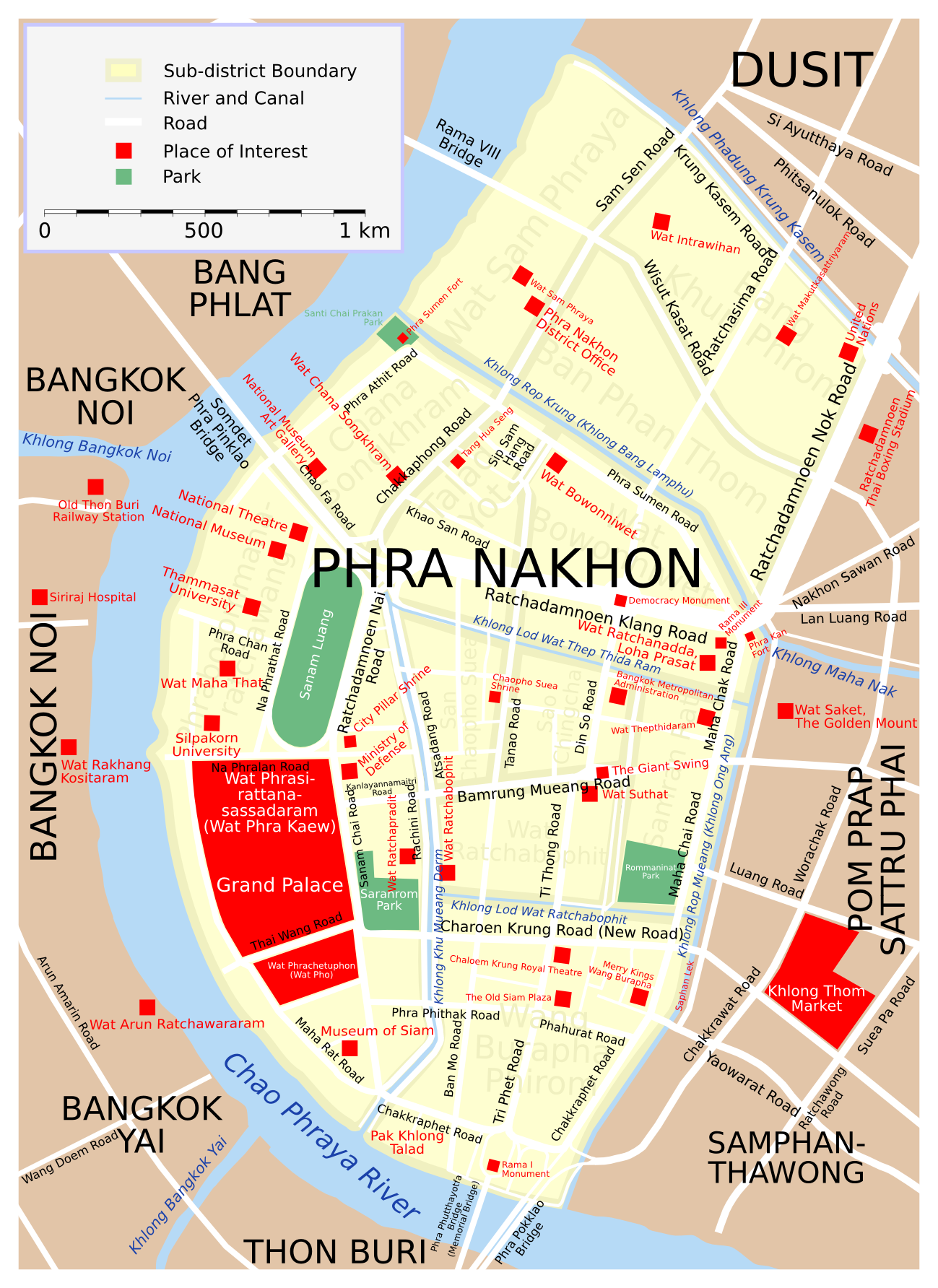
프라나콘 지도

프라나콘(태국어: พระนคร, 영어: Pra Nakhon)은 태국 방콕의 50개 구 중 하나이다. 라타나코신 등 방콕의 중심 지역이다. 이웃 지역은 북쪽에서 시계방향으로 다음과 같다. 두싯, 뽑쁘랍 쌋뜨루 파이, 쌈판타우옹, 그리고 짜오프라야강 건너, 톤부리, 방콕야이, 방콕 노이, 방플랏.
프라 나콘(Pra Nakhon)은 1972년 톤부리와 합병하여 현재의 방콕 대도시를 형성하기 전까지 방콕 지방의 이름이기도 했다.

## 위치
이 지역은 서쪽으로 짜오프라야강, 북쪽으로는 흐룽 파둥 크룽 카셈, 동쪽으로는 래차담노엔 도로와 흐롱 옹앙이 경계를 이루고 있다. 도시 기둥 사당(락무앙)으로 표시된 방콕의 중심지가 구에 있다. 또한 사남루앙의 넓은 공터를 둘러싸고 있는 곳에는 방콕 왕궁과 왓 프라깨오, 옛 부왕의 궁전에 있는 국립박물관, 그리고 신라빠꼰 대학교뿐만 아니라 탐마삿 대학교의 본 캠퍼스 등이 있다.
이 지역의 다른 중요한 유적지로는 왓 포, 자이언트 스윙, 왓 수트, 왓 래차나드다(로하 프라사트 포함), 민주주의 기념물이 있다. 또한 잘 알려진 카오산 거리가 프라나콘내에 있다. 또 다른 중요한 사찰로는 와트 보원니웨트가 있는데, 이 곳에서 여러 명의 태국 왕들이 승려로 서품되었다.
방콕을 보호하는 원래 14개의 요새 중 오직 2개만이 살아남는다. 그 지역의 북쪽 모퉁이에 있는 프라 수멘 요새와 동쪽의 마하칸 요새. 2000년부터 프라수멘 요새 주변에 산티차이프라칸이라는 작은 공원이 지어졌다.
2005년 남부의 라마 1세 다리(메모리얼 브릿지)에서 와수크리 피어(두시트 지구)에 이르는 프라 나콘 지구의 강변은 미래 세계유산으로 고려하기 위해 유네스코에 제출되었다.

## 사진

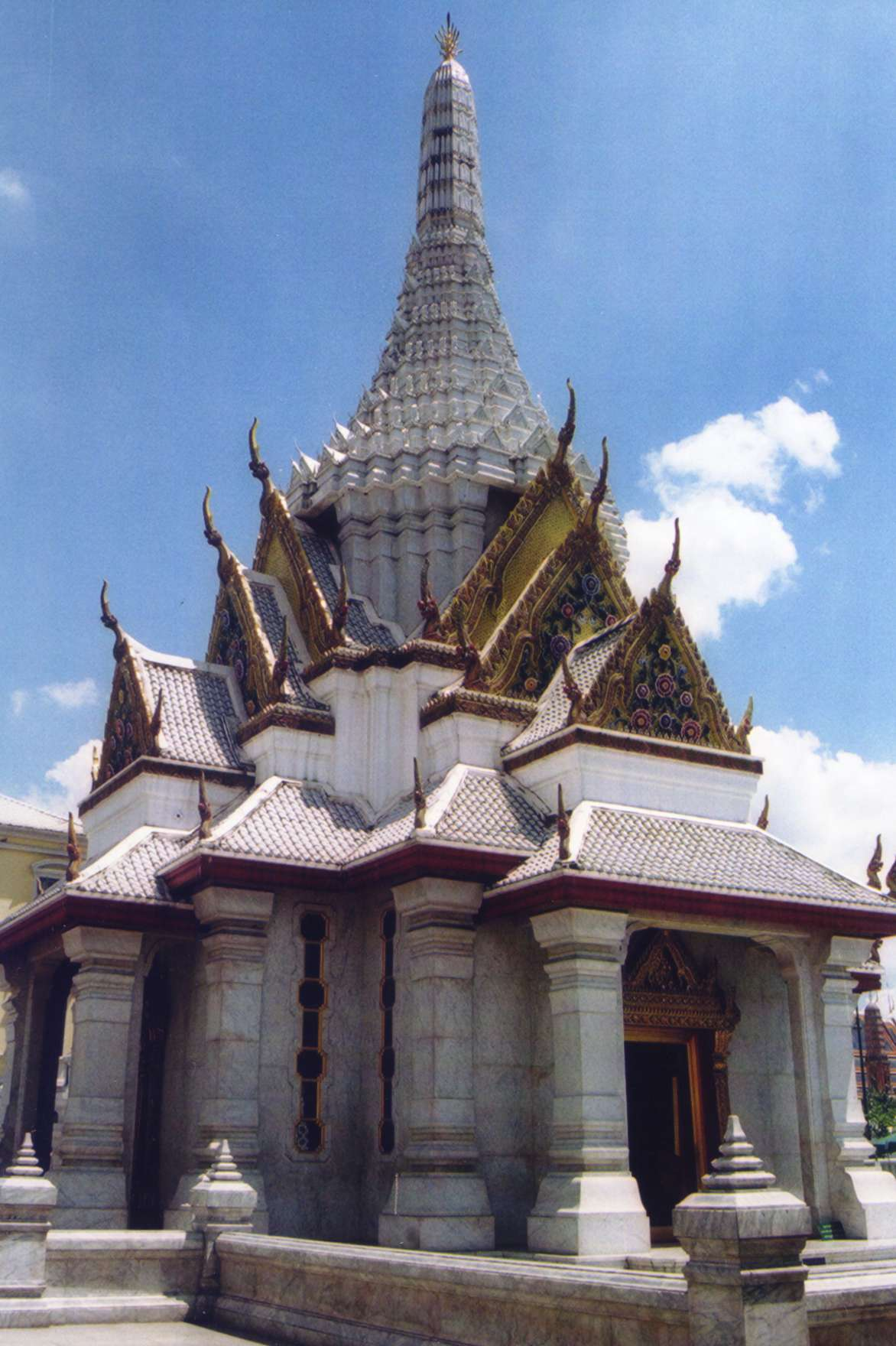
도시 기둥 신사 (หลักเมือง, Lak Mueang), 방콕의 중심을 표시
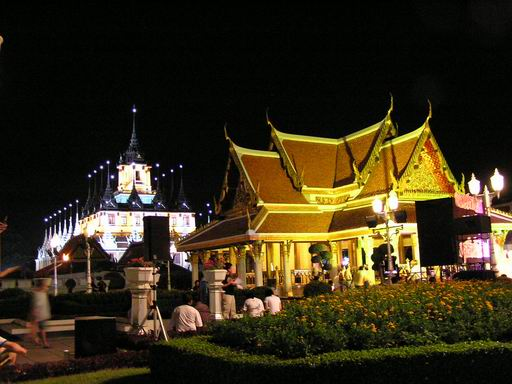
Lan Plabpla Maha Chedsada Bodin, 방콕 222 주년 기념식
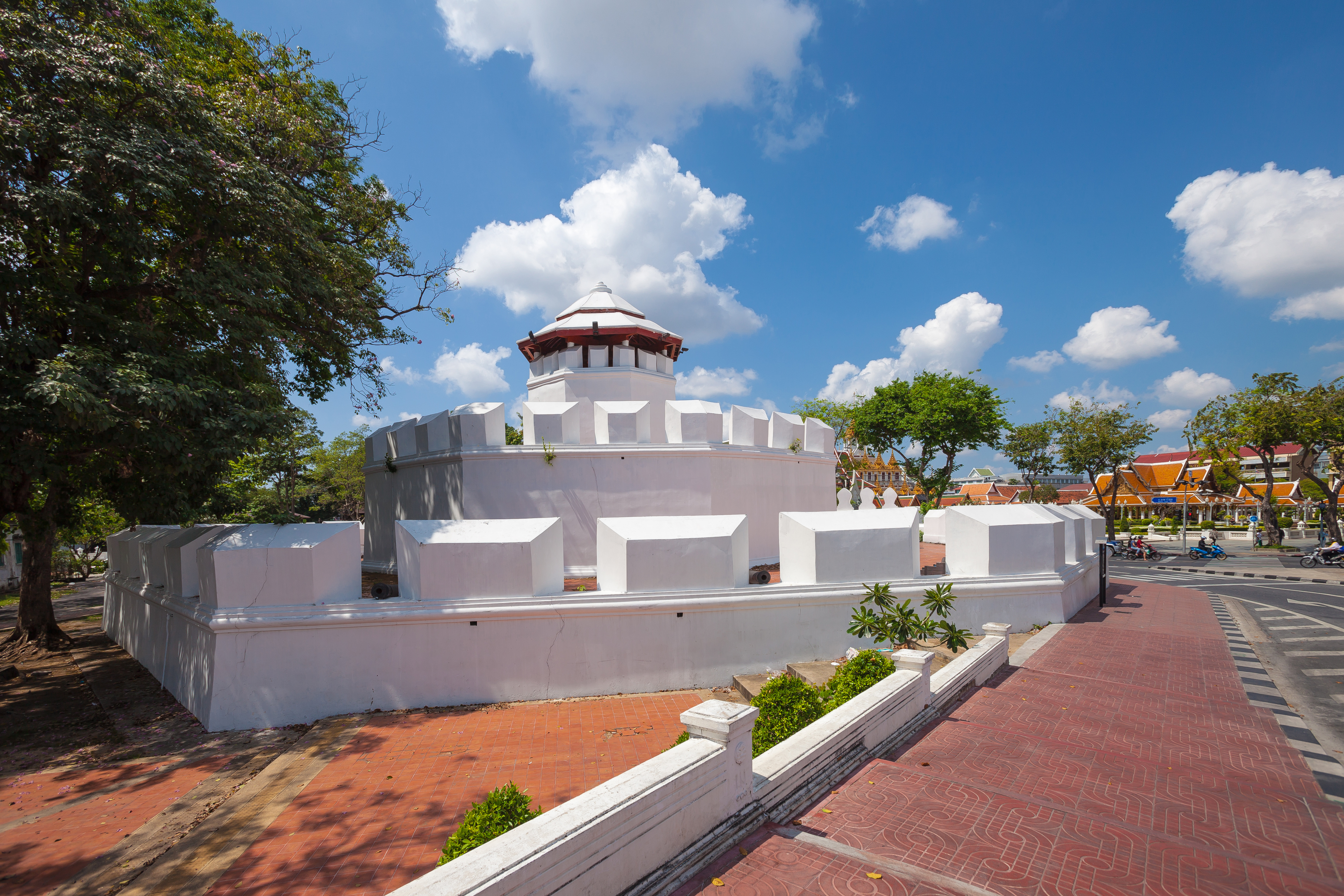
방콕을 보호하는 14 개의 요새 중 하나 인 Fort Mahakan
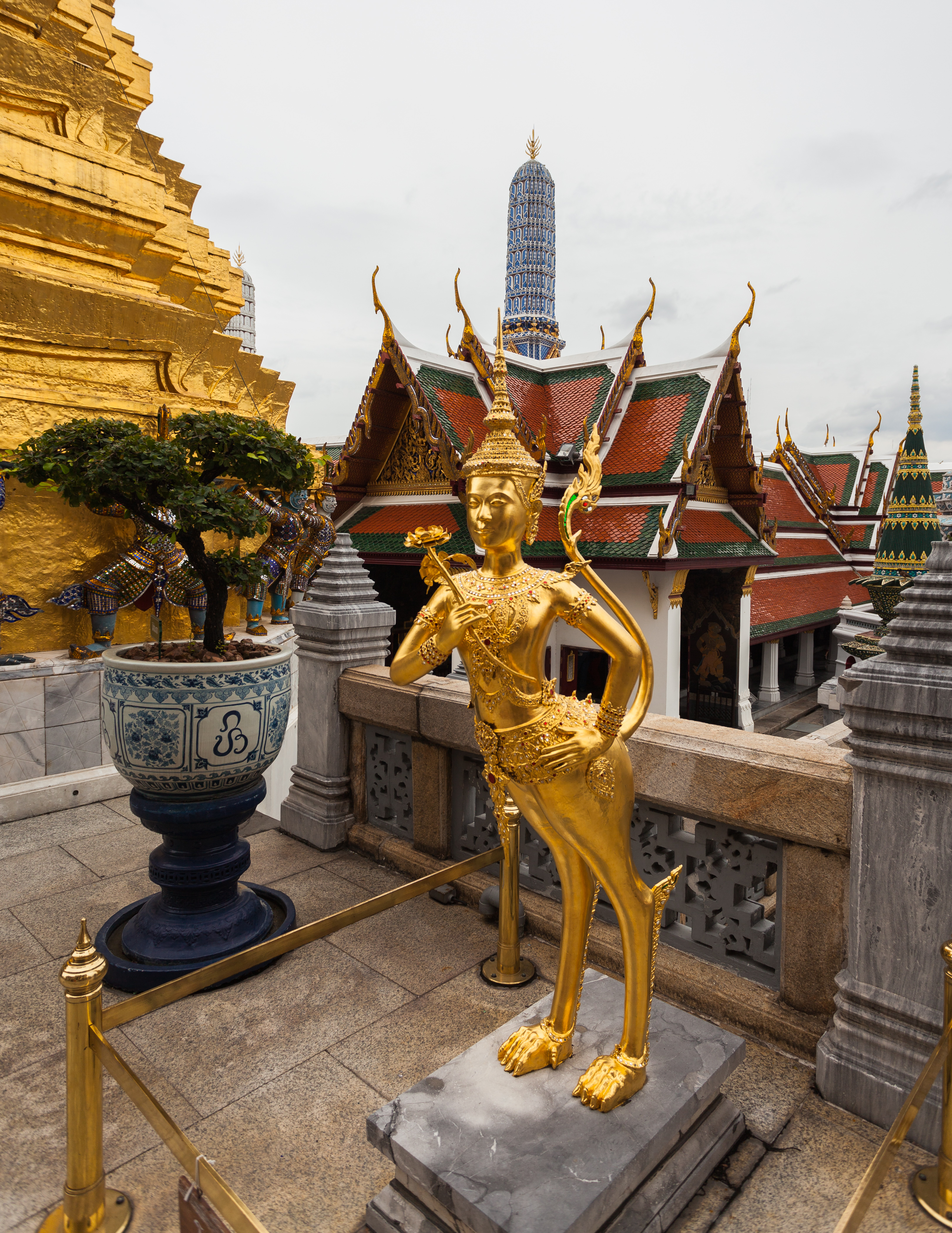
방콕 왕궁 안 Kinnari 동상
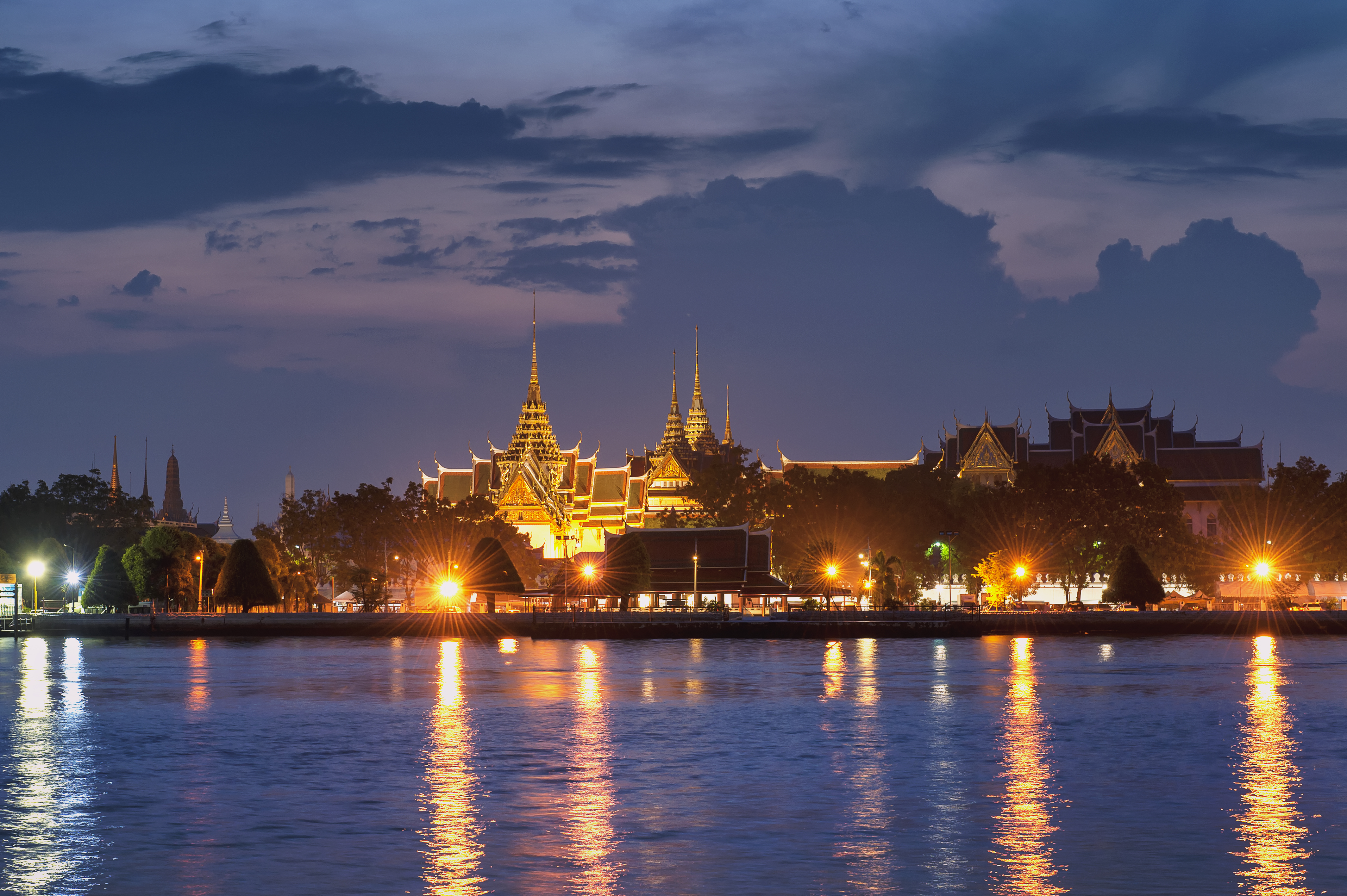
짜오프라야강 중앙의 왕궁
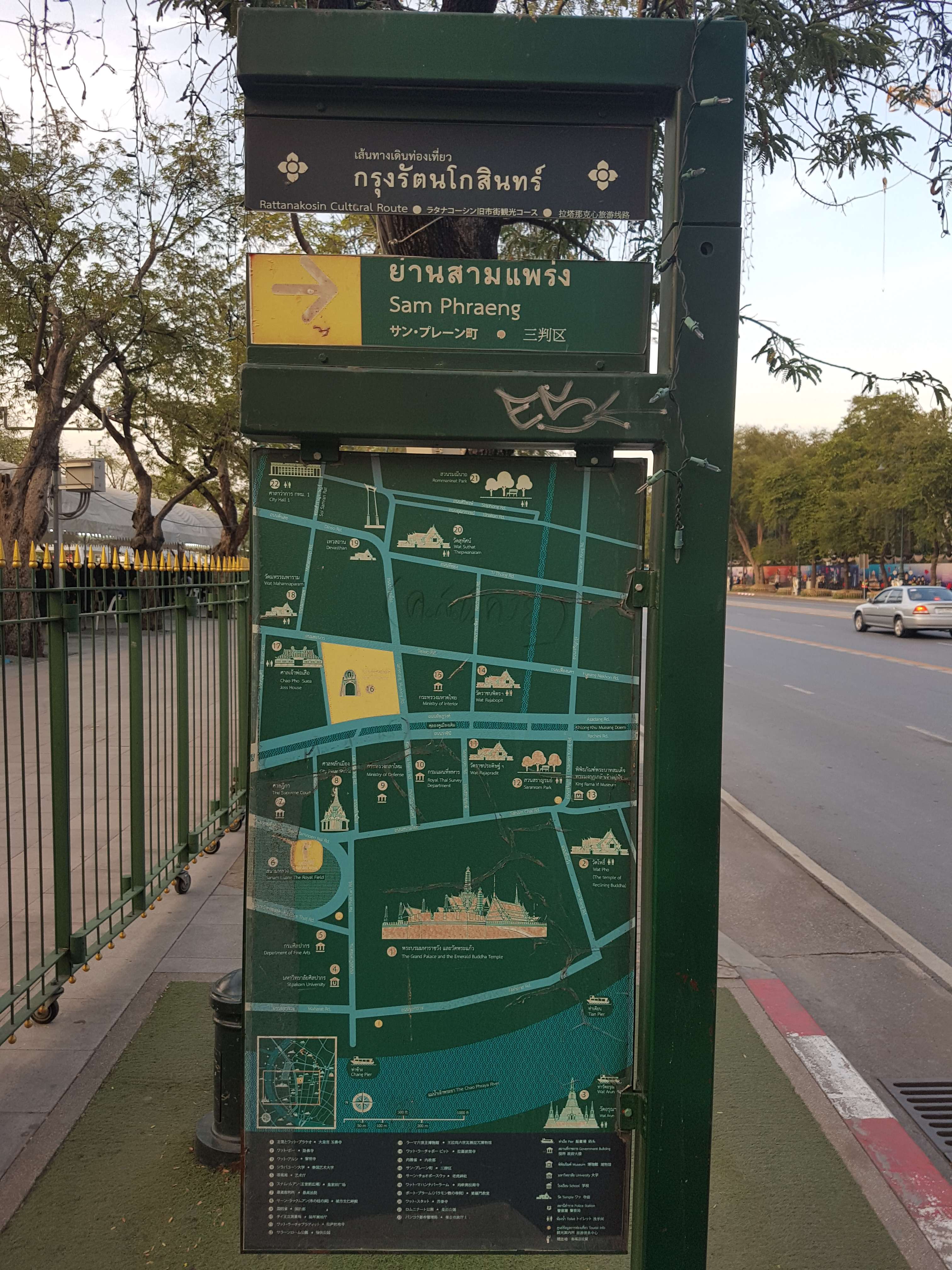
사남 루앙 측면에 설치된 관광 표지판
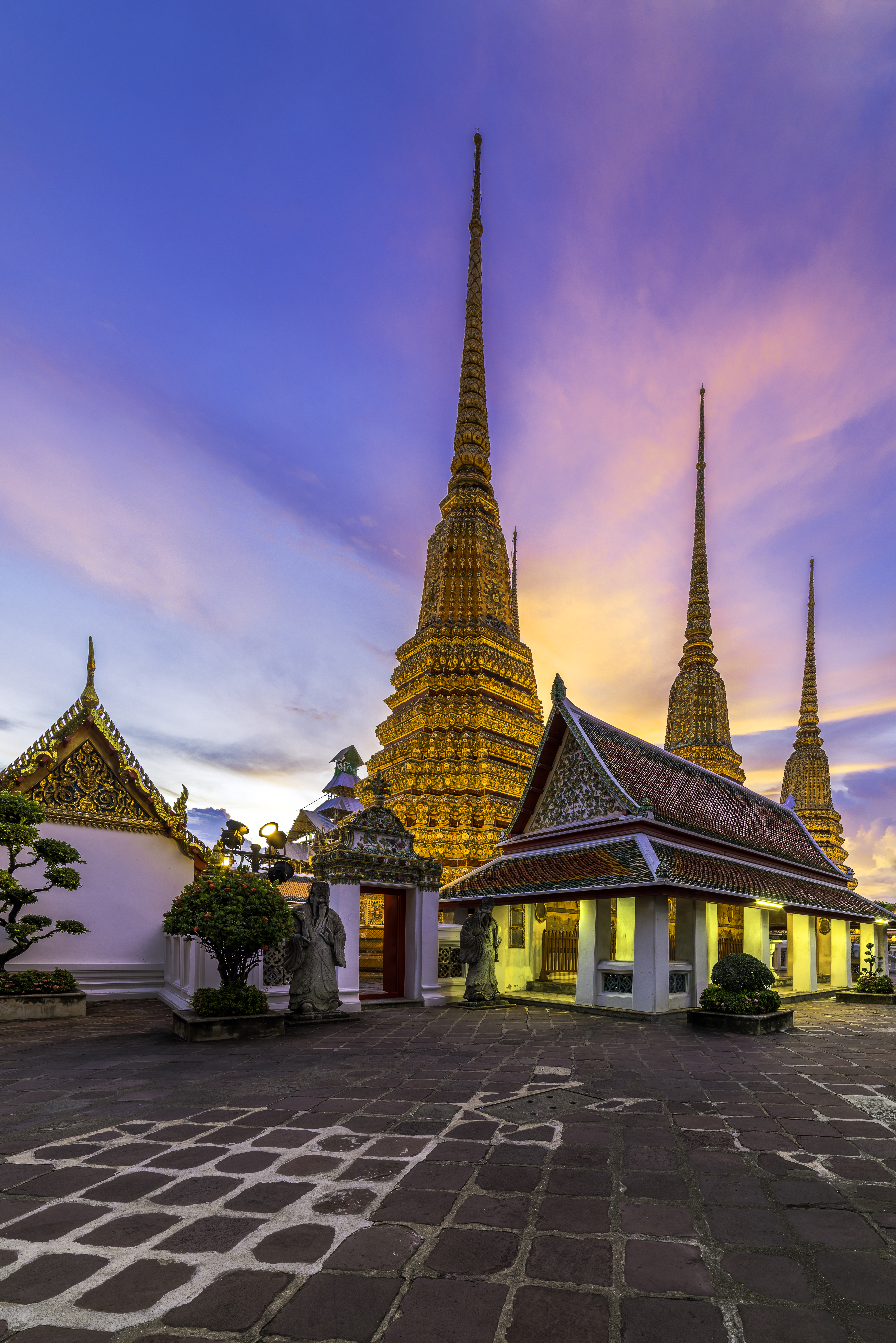
왓 포 사원
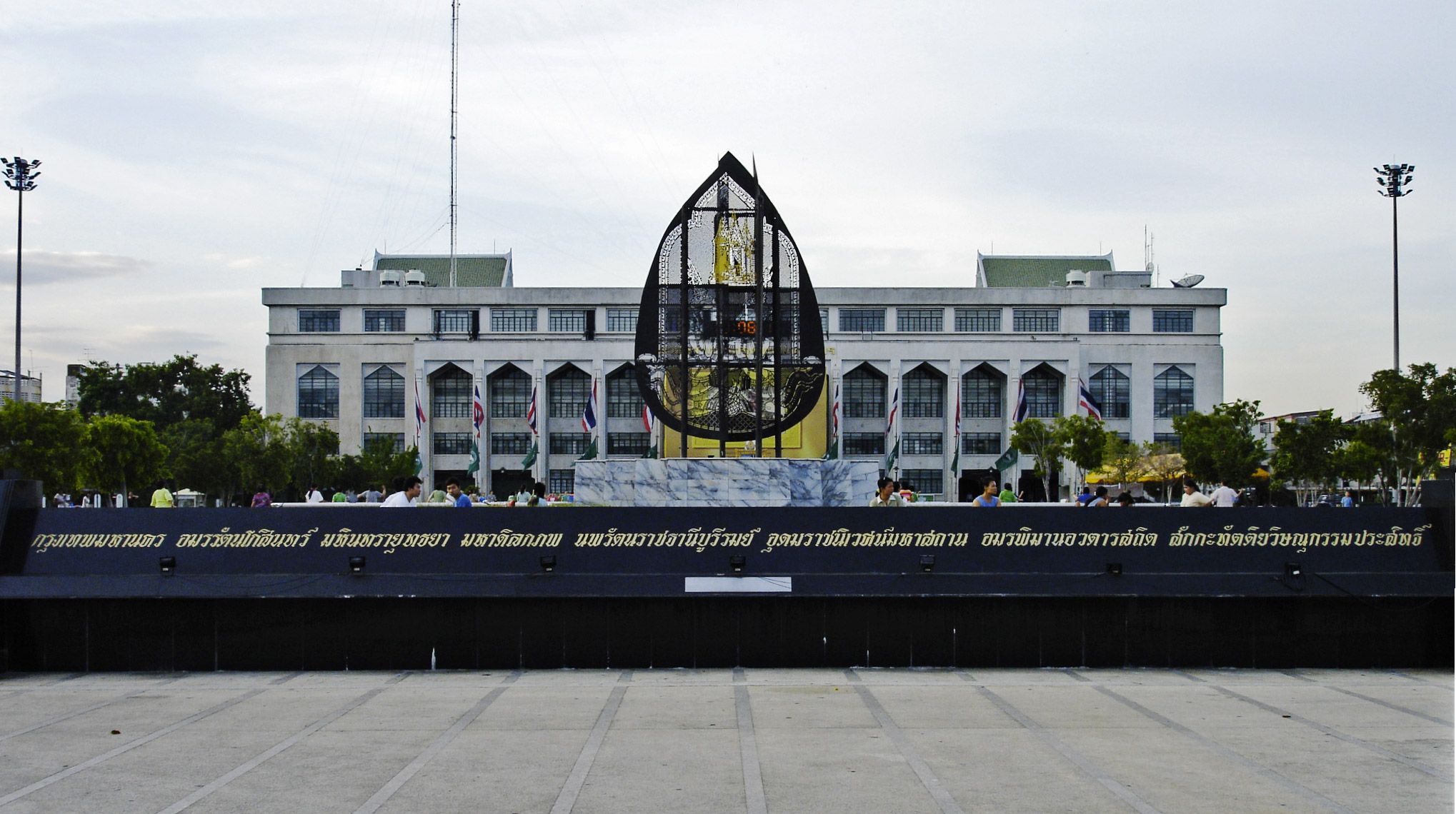
방콕 시청 앞
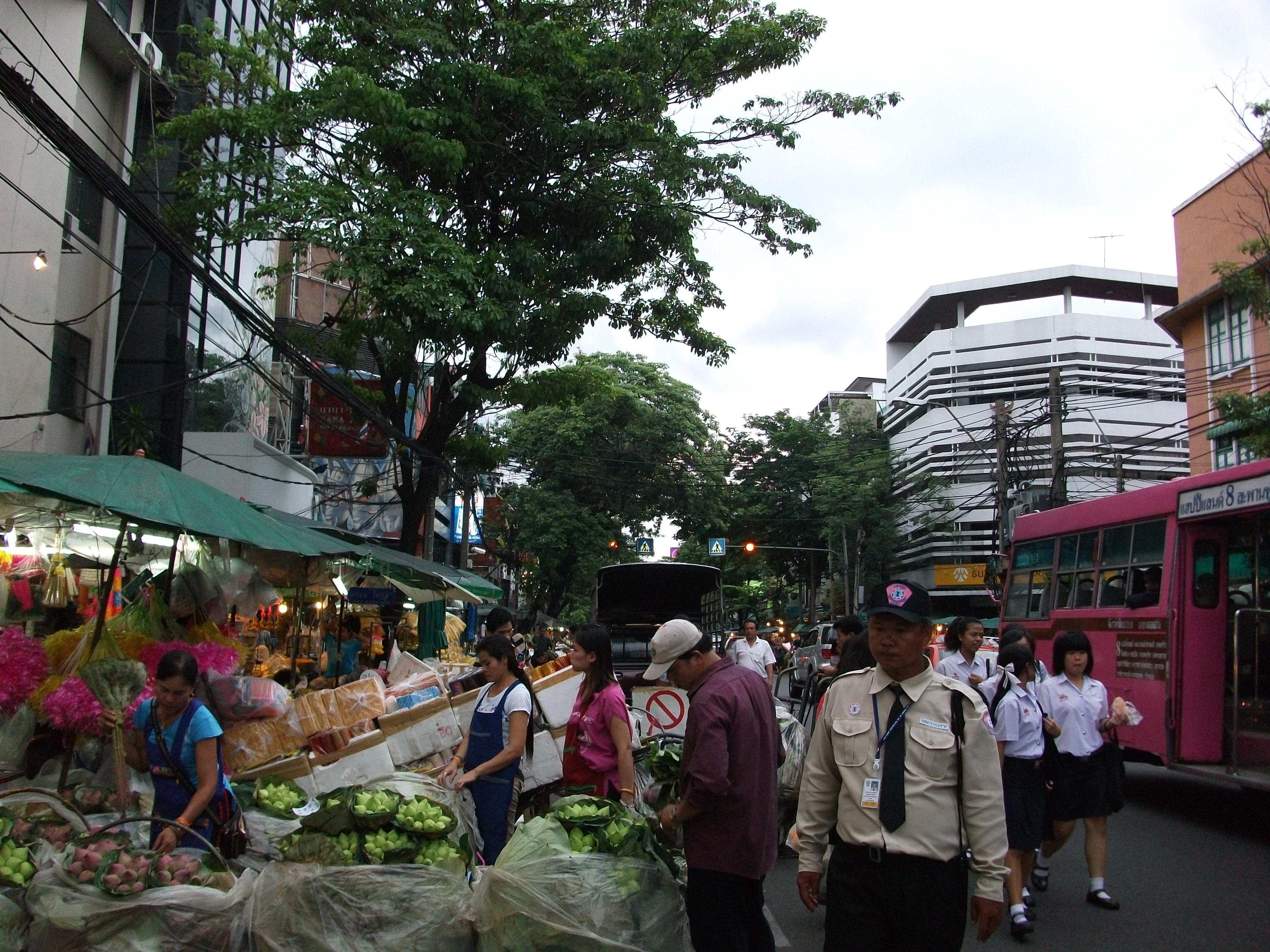
Pak Khlong Talat, 방콕과 태국에서 가장 큰 꽃 시장
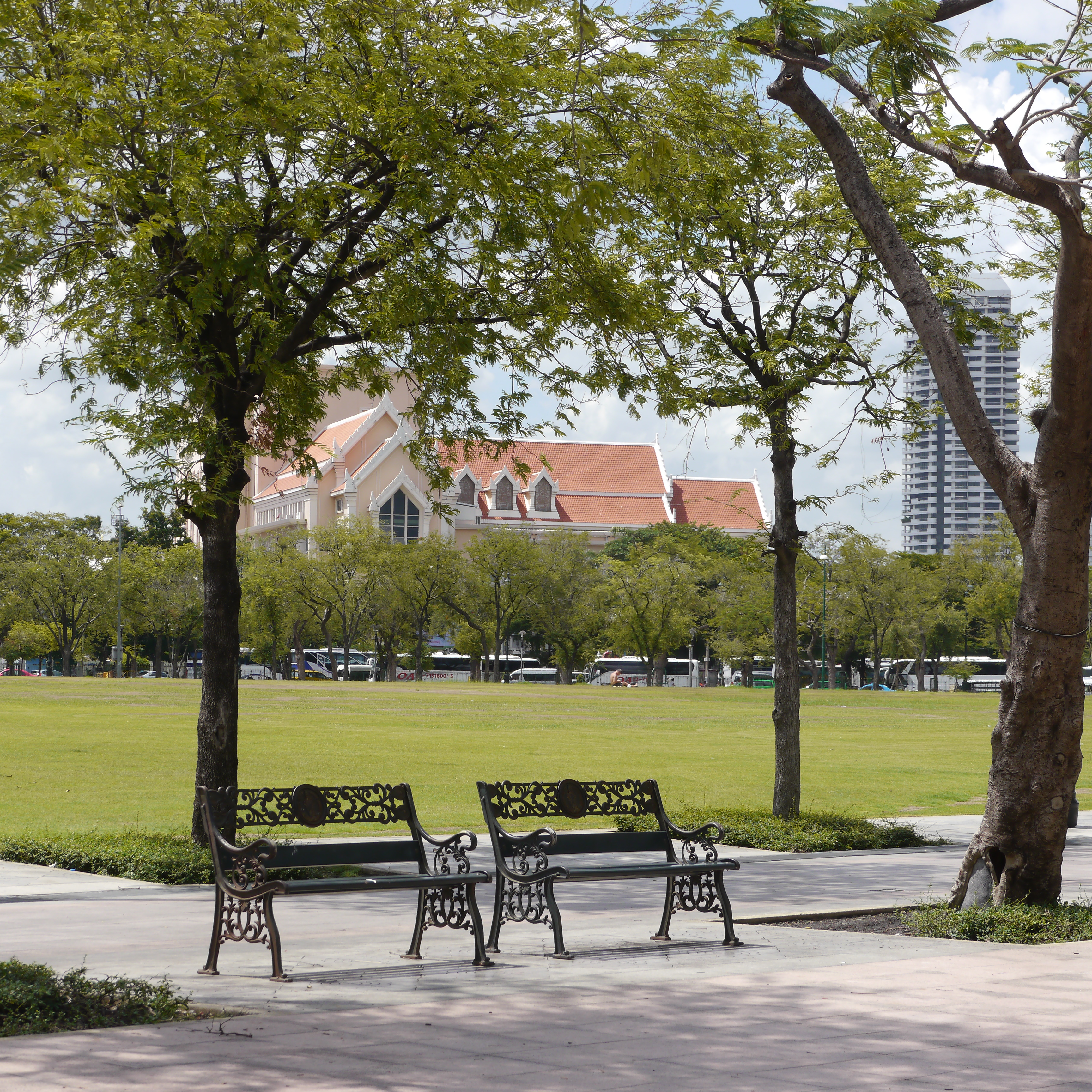
사남 루앙
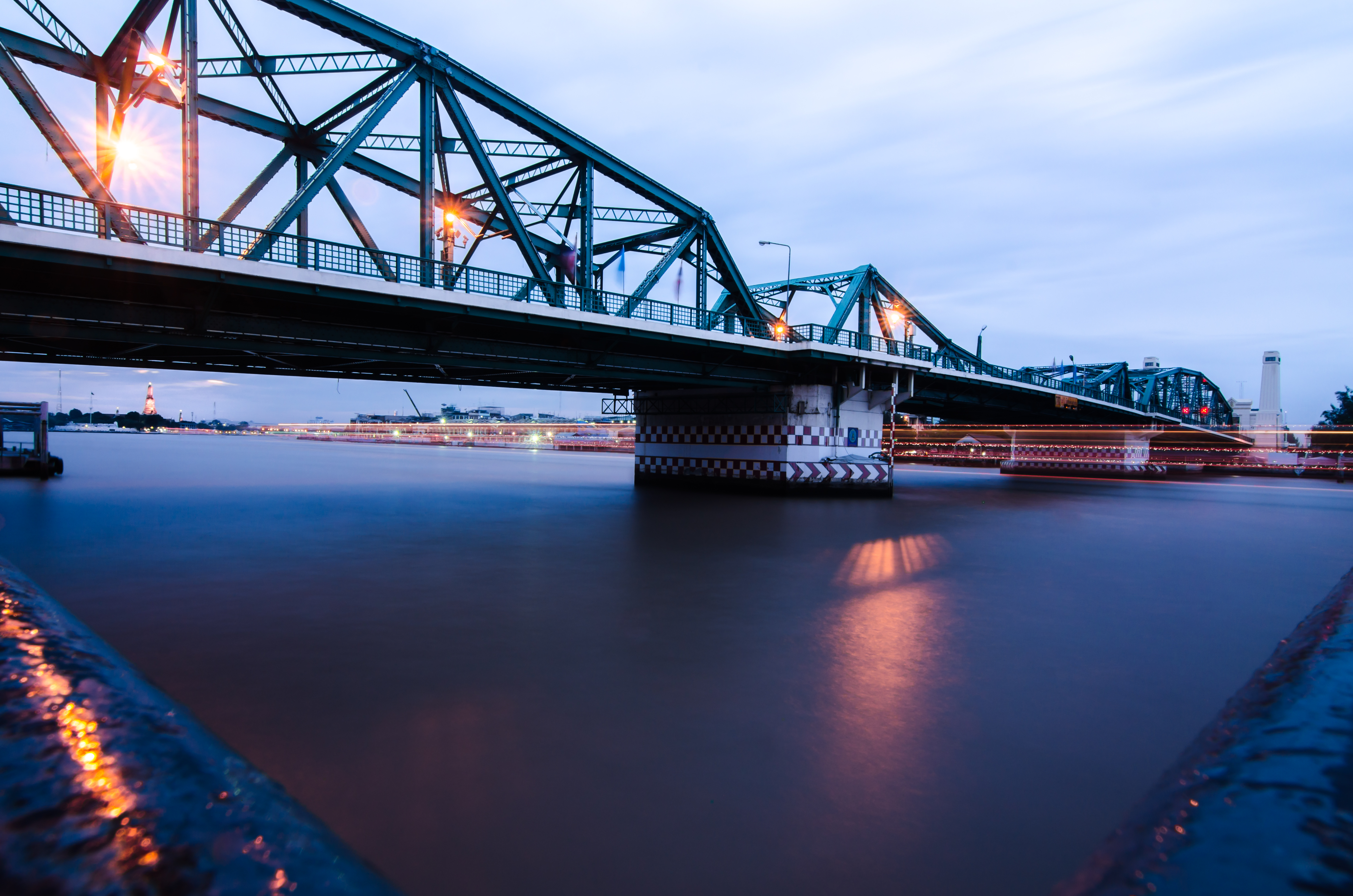
메모리얼 브릿지

## 같이 보기
- 태국
- 방콕
- 라타나코신